# ザ・ラスト・グッドナイト
ザ・ラスト・グッドナイト（The Last Goodnight）はアメリカ合衆国、コネチカット州出身の6人組オルタナティヴ・ロックバンド。2007年のアルバム"Poison Kiss"および収録曲"Picture of You"のスマッシュヒットで知られる。しかし2008年に小規模なツアーを終えた後はヒットに恵まれず、2010年に所属レコード会社から契約を打ち切られる。解散後は2011年にフロントマンのカーティス・ジョンがEP"Kurtis John"をリリースしたが、それ以外のメンバーは音楽業界以外にキャリアをうつした。

## メンバー
- カーティス・ジョン / Kurtis John - リードシンガー、ピアノ
- マイク・ナデュー / Mike Nadeau - リードギター
- アントン・ユラック / Anton Yurack - リズムギター、キーボード、ヴォーカル
- イーライ・ライス / Ely Rise - キーボード、ピアノ
- レイフ・クリステンセン / Leif Christensen - ベース、ヴォーカル
- ラローン・"スキーター"・マクミラン / Larone "Skeeter" McMillan - ドラムス、パーカッション

## ディスコグラフィー
アルバム
- Poison Kiss - 2007年8月28日

1. Poison Kiss
2. Back Where We Belong
3. Pictures Of You 全米最高70位
4. Stay Beautiful
5. This Is The Sound
6. One Trust

7. Return To Me
8. Good Love
9. If I Talk To God
10. Push Me Away
11. In Your Arms
12. Incomplete
- The Other Side of Earth - 2004年9月23日
- She Walked with Kings - 2002年11月11日